# 大隅鉄道4形蒸気機関車
大隅鉄道4形蒸気機関車（おおすみてつどう4がたじょうききかんしゃ）は、大隅鉄道が使用した蒸気機関車である。後に大隅鉄道の国有化に伴いケ280形となった。

## 概要
1921年の高山 - 串良間開業に伴う需要増で同年12月に4（製番46）を、1923年の古江 - 高須間開業に伴う需要増で1924年10月に5（製番131）を、それぞれ名古屋の日本車輌製造（日車）本店で製造した。

## 構造
設計当時としては一般的な、車軸配置C、単式2気筒飽和式の14t級サイド・ウェルタンク機である。実際の重量は14 tを超えて15 tに近かったが、公称では13 t機関車としていた。
弁装置はワルシャート式、ブレーキは手ブレーキおよび蒸気ブレーキで、連結器はピンリンク式を採用する。
本形式は日車製軽便鉄道向け蒸気機関車としては最初の自主設計となった、北海道製糖（十勝鉄道）3 - 5の設計を踏襲しており、外観形状もこれに酷似する。北海道製糖用の機関車に比べると、大隅鉄道用の機関車はサイドタンクが長いことだけが違いらしい違いである。
もっとも、その設計は自主設計とは言っても従来日車がデッドコピー品を製造していたオーレンシュタイン・ウント・コッペル(O&K)社製蒸気機関車の影響が色濃く、それは板台枠を補強し一部を仕切って水タンク（ウェルタンク）とする「クラウス・システム」や、ボイラーの第1缶胴上に大きめの蒸気ドームを置いてそこに加減弁を内装、シリンダー弁室との間の蒸気管の長さを最短に抑えた配管レイアウトなどに表れている。
なお、大隅鉄道は路線長が全通時で30kmを超えたことから、4号機関車に改造を施して、水タンク容積は台枠内のウェルタンクに加えてボイラー両側面にサイドタンクを置くことで1.4m3を確保し、石炭庫は運転台背面の妻板下半分を後部に突き出すことで積載量0.23t分のスペースを用意している。5号機関車は新製時からこの仕様で製造された。

## 運用
ドイツ機譲りの手堅く堅牢な造りで、しかも14t級の強力機である本形式は新造後、ただちに大隅鉄道の主力車として重用された。
1935年6月1日に大隅鉄道が国有化され、古江線（後の大隅線）となった際には順にケ280形ケ280・ケ281と改番され、その後も引き続き1938年10月10日に改軌工事が完了するまで同線で運用された。
その後はケ145形2両と共に戦時体制下で輸送力増強が特に強く求められていた松浦線へ2両とも転用され、1943年8月30日の第1次改軌工事完成まで同線で使用された。
松浦線の改軌工事完成後は余剰車となり、他に国鉄内で転用先もなかったことから、保留車として門司鉄道局で保管された。
第二次世界大戦後、買い出し客などによって旅客が急増し、さらに戦時中の酷使で在来車が疲弊して機関車不足に悩まされていた岡山の井笠鉄道が、1947年12月27日付で「省有車両譲渡使用」を申請、これが1948年4月15日付で認可されたため、長らく保管されていたケ280が同社に払い下げられ、形式 機関車第七號、番号 第8號として8のナンバープレートが与えられた。
井笠鉄道では当初4と付番されていた機関車第2号形の事故多発で縁起を担いで8と改番したものの、1935年2月に廃車して佐世保鉄道へ譲渡、同社では19号機と改番され、更に1936年10月1日の同社線国有化でケ218形ケ219に再改番の上で松浦線と改称された同線で引き続き使用されていた。つまり、井笠鉄道で2代目8となったケ280と、この初代井笠鉄道8であるケ219は同じ松浦線で使用されていた期間があり、結果的に井笠鉄道と佐世保鉄道→鉄道省松浦線の間では、奇しくも井笠で同じ番号を与えられることになる車両が行き来したことになる。
もっとも、自重14.86t、各軸の軸重が4.95tに達するこの2代目8は、従来は軸重が最大でも4.57tの機関車しか使用していなかった井笠鉄道線ではやや過大気味で、入線後しばらくは使用されたものの、疲弊していた在来機の補修工事が一巡すると余剰となった。このため、竣工届は同時期に前後して導入された9・10と共に1949年9月22日に提出されたものの同年11月には揃って休車となり、その後は全く使用されることがないまま、実に10年以上に渡って鬮場（くじば）車庫の奥に留置され続けることとなった。
これらの機関車は1961年4月にホジ100形ディーゼル動車2両が新造されて井笠の蒸気機関車そのものが全廃されたことで車籍を維持し続ける理由が無くなり、同年10月16日付で一斉廃車となった。その後もこの2代目8は他の各車と共にしばらく鬮場車庫で保管されていたが、結局同様に余剰廃車となった6・10と共に解体の上でスクラップとして売却されている。